# NGC 61A
Coordenadas:  00h 16m 24.34s, −06° 19′ 18.9″

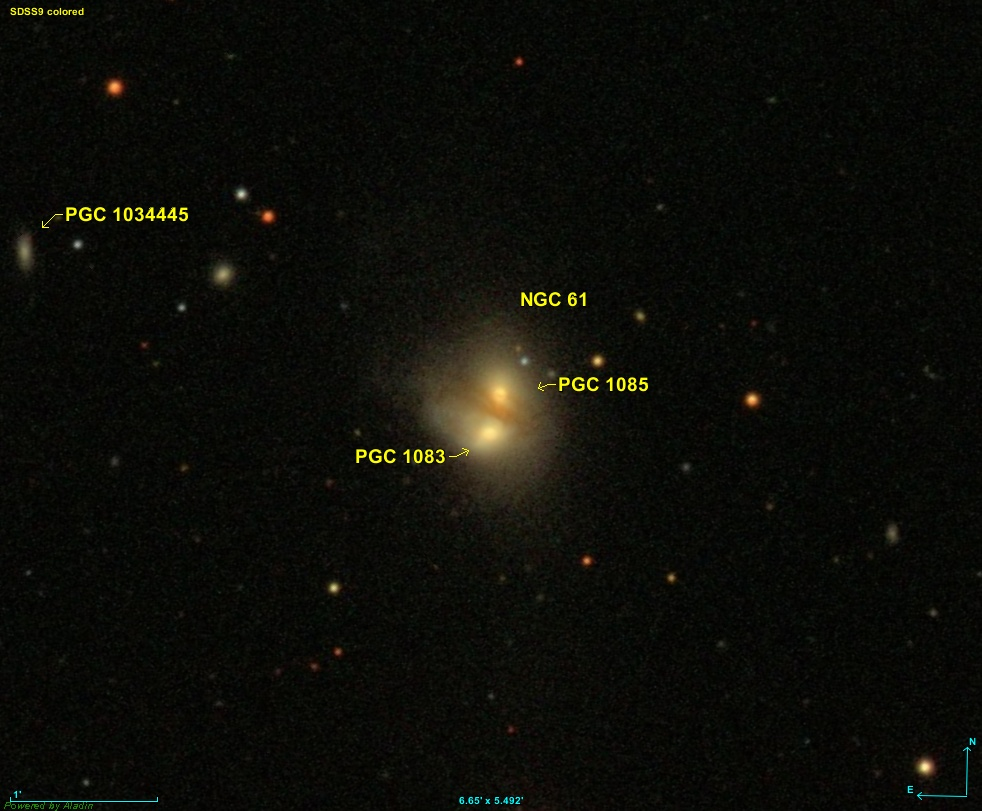
Imagem da galáxia NGC-61 criada usando o software Aladin Sky Atlas do Strasbourg Astronomical Data Center e dados do SDSS (Sloan Digital Sky Survey).

NGC 61A (também conhecido como NGC 61-1) é uma galáxia lenticular na constelação de Cetus. Está localizado a cerca de 220 milhões de anos-luz da Terra. O objeto celeste está perto de outra galáxia a NGC 61B.
NGC 61A foi descoberta em 10 de setembro de 1785 pelo astrônomo alemão-britânico William Herschel.

## Sinônimos
- GC 30
- H 3.428
- h 14
- MCG -01-01-062
- PGC 1083
- VV 742